# Singuri acasă
Singuri acasă este un film de animație și comedie din anul 2016 produs de studioul Illumination. Este regizat de Chris Renaud, co-regizat de Yarrow Cheney, scris de Brian Lynch, Cinco Paul and Ken Daurio. Vocile sunt asigurate de Louis C.K., Eric Stonestreet, Kevin Hart, Steve Coogan, Ellie Kemper, Bobby Moynihan, Lake Bell, Dana Carvey, Hannibal Buress, Jenny Slate, și Albert Brooks.
 În limba română dublează Pavel Bartoș (Max) și Mihai Găinușă (Norman).